# Tuğçe Kumral
Tuğçe Kumral (* 19. März 1983 in Izmir) ist eine türkische Schauspielerin.

## Leben und Karriere
Kumral wurde am 19. Mai 1983 in Izmir geboren. Sie studierte an der Universität des 9. September. Ihr Debüt gab sie 2009 in der Fernsehserie Bu Kalp Seni Unutur Mu?. Danach trat sie 2011 in der Serie Her Şeye Rağmen auf. 2013 wurde Kumral für die Serie Eski Hikâye gecastet. Anschließend war sie 2017 in der Serie Kalp Atışı zu sehen. Zwischen 2018 und 2019 spielte sie in der Serie Erkenci Kuş mit.

## Filmografie
Filme
- 2013: Sürgün
- 2014: Meddah
- 2022: Sonsuza Dek Nedime

Serien
- 2009: Bu Kalp Seni Unutur mu?
- 2010: Gönülçelen
- 2011: Her Şeye Rağmen
- 2012: Al Yazmalım
- 2013: Eski Hikâye
- 2014: Yasak
- 2014–2015: Aşkın Kanunu
- 2015–2016: Asla Vazgeçmem
- 2017: Evlat Kokusu
- 2017: Kalp Atışı
- 2018–2019: Erkenci Kuş
- 2020: Payitaht Abdülhamid
- 2021: Ex Aşkım
- 2022: Senden Daha Güzel